# Aliuska López
Aliuska Yanira López Pedroso (La Habana, Cuba, 29 de agosto de 1969) es una exatleta cubana, posteriormente nacionalizada española, especializada en la prueba de 60 m vallas, en la que consiguió ser campeona mundial en pista cubierta en 1995.

## Carrera deportiva
En el Campeonato Mundial de Atletismo en Pista Cubierta de 1995 ganó la medalla de oro en los 60 m vallas, llegando a meta en un tiempo de 7.92 segundos, por delante de la kazaja Olga Shishigina (plata también con 7.92 segundos) y la eslovena Brigita Bukovec (bronce con 7.93 segundos).

## Hijos
Tiene dos hijos, Javier (n. 2009) y Víctor (n. 2012), ambos nacidos en España.